# 貝蒂·納什
瑪麗·伊莉莎白·伯克-納什（英語：Mary Elizabeth Burke-Nash；1935年12月31日—2024年5月17日），別名「貝蒂·納什」，是一名美國空中服務員。她在2022年以於多家航空公司合共服務65年的年資，獲金氏世界紀錄認證為世界上任職時間最長的空中服務員。

## 背景
瑪麗·伊莉莎白·伯克出生於1935年12月31日，父母另育有兩個妹妹。她在新澤西州南部城鎮普萊森特維爾長大，並曾在鄰近的大西洋城的海濱大道做過暑期工。她曾就讀於北卡羅萊納州的聖心書院。
貝蒂和丈夫詹姆斯·納什在1973年結婚，二人其後育有一個兒子。

## 職業生涯
貝蒂曾短暫任職法律秘書，其後在1957年11月4日於邁阿密獲東方航空聘用。她在完成東方航空的禮儀學校課程後於1958年正式成為一名空中服務員，並於1961年轉到華盛頓特區工作。
貝蒂主要服務東方航空來往華盛頓特區、紐約市和波士頓之間的航線，以方便她在工作後可以回到位於馬納薩斯的家照顧患有唐氏症和注意力不足過動症的兒子。由於東方航空的降落權和飛機在1989年6月被唐納·川普收購，她轉而為航空工作；但川普航空在經營一年後便陷入財困，後來由全美航空飛梭接手經營，最終併入美國航空成為其旗下的飛梭品牌。貝蒂在此期間便輾轉為這幾家航空公司工作，更曾接待前第一夫人等不同的知名人士。
在貝蒂擔任空中服務員滿五十周年之際，美國航空為其在隆納·雷根華盛頓國家機場舉辦了一場派對，其中包括一般只用於榮休機長的水門禮。貝蒂於2022年獲金氏世界紀錄認證為世界上任職時間最長的空中服務員。

## 逝世
貝蒂在被診斷出乳癌後便住進了安寧醫院，但從未正式退休。她於2024年5月17日去世，終年88歲，其空中服務員的職業生涯共計長達67年。